# Ctenopelma elegantulum
Ctenopelma elegantulum là một loài tò vò trong họ Ichneumonidae.